# Urban Hettich
Urban Hettich (* 2. März 1953 in Schonach im Schwarzwald) ist ein ehemaliger deutscher Nordischer Kombinierer und Trainer.
Hettich war seit 1972 Sportsoldat im Skizug der Ausbildungskompanie 7/10 der 10. Panzerdivision in Todtnau-Fahl, Trainer des Skizugs war damals Ralph Pöhland. 1973 wurde er zum Unteroffizier befördert. Sein erster großer Erfolg war die Bronzemedaille bei der Junioren-Weltmeisterschaft 1973 in Kawgolowo (Sowjetunion).
Er nahm an 3 Olympischen Winterspielen von 1972 bis 1980 teil. 1972 in Sapporo belegte er in seiner Disziplin den 20. Platz und startete auch in der 4 × 10 km-Skilanglaufstaffel, die den 7. Platz belegte.
Als Höhepunkt seiner Karriere gewann er bei den Olympischen Spielen 1976 in Innsbruck hinter Ulrich Wehling die Silbermedaille in der Nordischen Kombination. Für den Gewinn der Silbermedaille erhielt er am 13. Oktober 1976 das Silberne Lorbeerblatt.
Bei den Olympischen Spielen 1980 in Lake Placid war er Fahnenträger der deutschen Olympiamannschaft und konnte noch einmal 14ter in der Nordischen Kombination werden.
Nach seiner aktiven Laufbahn wurde er Trainer und betreute unter anderem die kanadischen Nordischen Kombinierer und die Langläufer aus Spanien. Er war der erste Trainer am Skiinternat Furtwangen nach dessen Gründung 1984. In der Saison 2005/2006 war er Trainer der Schweizer Nordischen Kombinierer.
Urban Hettich ist nicht verwandt mit dem Olympiasieger von 2006 Georg Hettich, beide stammen aber aus Schonach.